# Пепеляв брегобегач
Пепелявият брегобегач (Xenus cinereus) е птица от семейство Бекасови (Scolopacidae).

## Разпространение
Видът се размножава в близост до вода в тайгата от Финландия през Северен Сибир до река Колима и мигрира на юг през зимата до тропическите брегове в Източна Африка, Южна Азия и Австралия, като обикновено предпочита кални райони. По-рядко може да се види и в Западна Европа. Все по-често в последно време няколко птици се отклоняват към Аляска и Алеутските и Прибилофските острови.
Среща се и в България.